# 第一不動産
株式会社第一不動産（だいいちふどうさん）は、かつて存在した日本の不動産業者である。東京・新宿を拠点とし、バブル期には国内外での盛んな不動産投資で知られたものの、2007年（平成19年）1月に倒産した。最期の3年半は、社名を「株式会社エフ・アール・イー」に変えて営業していた。
全盛期には、子会社にノンバンクの第一コーポレーション（JASDAQ上場）などを抱える「第一不動産グループ」の中核会社でもあった。

## 概要
1948年（昭和23年）に佐藤行雄が個人で創業し、1959年（昭和34年）に法人化された。
1985年（昭和60年）には、東京・平河町の「イトーピア平河町ビル」を伊藤忠不動産から約120億円で買収、これは従来の「更地買収」に代わる「既設ビル買収」型の大型不動産投資であり、米国流ビジネスの先駆けともいわれた。その後のバブル期にかけても事業を急拡大し、国内では三井不動産販売のフランチャイジーとして同社の「リハウス」事業を展開していた他、ニューヨークのティファニー本社ビルを買収するなど海外にも進出。ピーク時の1991年（平成3年）には年商938億円を売り上げていた。当時は元読売ジャイアンツの江川卓が社外役員を務めるなど、スポーツ界とも深い関わりがあった。
しかしバブル崩壊と共に資金繰りが悪化し、1998年（平成10年）には系列の第一コーポレーションが東京地裁に特別清算手続開始を申し立てるなど業容が悪化。2003年（平成15年）6月に社名を変更し、所有する不動産を処分しつつ債務返済を進めていたが、最終的に債権者からの申立により2007年（平成19年）1月11日に東京地裁より破産手続開始決定を受け倒産した。
関連会社として、株式会社東京ベイホテルズ（東京ベイ舞浜ホテル クラブリゾートを運営していた）、株式会社東京ベイ舞浜ホテル、株式会社ファーストリゾート（東京ベイ舞浜ホテル ファーストリゾートを運営）の3社があり、これらの企業は第一不動産の倒産後にも営業を継続、グループを形成している。

## 提供番組（過去）
- 第一不動産カップ
- JNN報道特集（TBS系列）
- JNNニュースコープ→JNNニュースの森内のお天気コーナー（TBS・関東ローカル）※土曜は単独番組。第一不動産グループ名義。
- NNNライブオンネットワーク（日本テレビ系列）
- さよなら大放送 国鉄スペシャル（日本テレビ系列） - 1987年3月31日。